# Newport (New York)
Newport è un comune degli Stati Uniti d'America, situato nello stato di New York, nella contea di Herkimer.